# Tim Long
Tim Long es un guionista de comedia originario de Ontario, Canadá. Ha escrito episodios de Los Simpson, Politically Incorrect, Spy Magazine y The Late Show with David Letterman. También fue uno de los guionistas de Los Simpson: la película. 
Long asistió a la Escuela Secundaria en el distrito South Huron District en Exeter Ontario, Canadá. Su visita más reciente a su escuela secundaria fue el 21 de noviembre de 2007, en donde dio charlas a los estudiantes y al personal docente sobre sus logros. 
Se graduó de la Universidad de Toronto con un título en Literatura Inglesa, y cursó estudios de posgrado en Inglés en la Universidad de Columbia. Poco después, trabajó en la revista Spy bajo el seudónimo E. Graydon Carter, antes de unirse al elenco de The David Letterman Show.
En 2008, Tim se convirtió en un Blogger de VanityFair.com, escribiendo y comentando sobre películas. También ha creado recientemente una serie de cortos políticos animados, titulados "American Migraine", para la Huffington Post y su sitio web satírico, 236.com. "American Migraine" es animado por Xeth Feinberg, el director de "Queer Duck: the Movie". 
Es considerado por muchos como el peor guionista de Los Simpson, habiendo escrito capítulos centrados en su mayoría en el personaje de Lisa Simpson (que se ha convertido mayormente en un reflejo de la superficialidad, monotonía e insatisfacción social de la actualidad), haciendo parte de su estilo la gran cantidad de personajes invitados (en su mayoría, del ambiente musical), canciones, y cultura pop. Esto se ha visto reflejado más que nada en el episodio Lisa Goes Gaga, el último de la vigesimotercera temporada.

## Trabajos como escritor

### Episodios deLos Simpson
Ha escrito los siguientes episodios:
- Simpsons Bible Stories
- Treehouse of Horror X (Desperately Xeeking Xena)
- Saddlesore Galactica
- Behind the Laughter (junto con George Meyer, Matt Selman, y Mike Scully)
- Skinner's Sense of Snow
- New Kids on the Blecch
- Half-Decent Proposal
- Bart vs. Lisa vs. The Third Grade
- Brake My Wife, Please
- She Used to Be My Girl
- Homer and Ned's Hail Mary Pass
- Mobile Homer
- Million Dollar Abie
- You Kent Always Say What You Want
- The Devil Wears Nada
- Lisa Goes Gaga
- Poorhouse Rock